# カレリアン・ベア・ドッグ

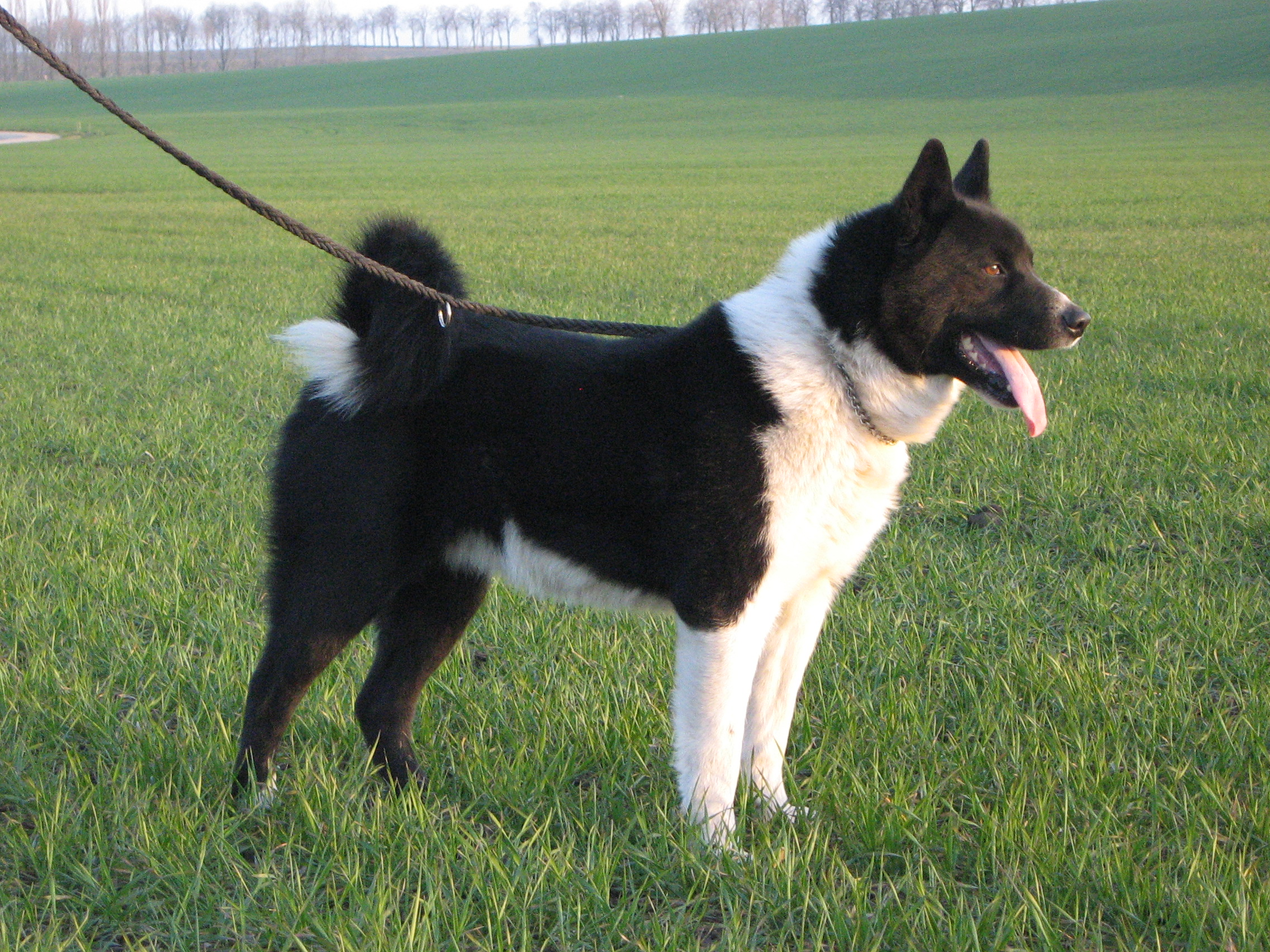
カレリアン・ベア・ドッグ

カレリアン・ベア・ドッグ（英：Karelian Bear Dog）は、フィンランドのカレリア地方原産の犬種である。別名はカレリアン・ベアハウンド（英：Karelian Bearhound）、カリアラン・カルフコイラ（フィンランド語：Karjalankarhukoira）など。
ラッソ・ヨーロピアン・ライカは、これの兄弟種である。

## 歴史
古くからカレリア地方に根付いていた地犬で、原産地の多くの猟師に好まれ、沢山飼育されていた。元々は毛色にかなりバリエーションがあったが、夜間や雪の中でもしっかりと見分けることができるようにするため、現在の白と黒の毛色に固定された。
その名の通り、主に熊を狩る猟犬として使われていた。単独若しくは小規模な群れで猟を行い、主人について歩きながら獲物を探す。獲物を発見すると大きな声で吠え、主人に知らせてから獲物を走って追いかけ、噛み止めを行って獲物が逃げられないようにその場にとどめさせた。そこへ主人が駆けつけて猟銃で止めを刺し、狩猟が完了する。尚、原産地で熊が減少し始めてからは、その他にイノシシやエルクといった他の大型哺乳類の狩猟にも使われるようになった。
1900年代前半、原産地のカレリア地方はロシア帝国崩壊に伴うフィンランド独立と、その後のフィンランドとソビエト連邦の戦争で、2つの国に分断された。それに伴ってカレリアンをどちらの国に所属させるかについて論争が行われるようになり、終いには両国でひとつの犬種を分断所持することになった。どちらの国のカレリアンも無計画な異種交配よって純血の犬が大幅に減少してしまったが、どちらも愛好家がスタンダード（犬種基準）を作って保護を行ったため、絶滅は免れた。その後、フィンランド側の犬はカレリアン・ベア・ドッグのまま保存され、ロシア側の犬は改良が加えられてラッソ・ヨーロピアン・ライカという別犬種として発展していった。
1945年に正式なスタンダードが設定され、国際畜犬連盟（FCI）に公認犬種として登録された。フィンランド以外の北欧各国でも人気があり、実用犬としてだけでなく、ペットやショードッグとしても飼育が行われている。原産地では一般的な犬種のひとつで、今でも猟犬として飼われている犬は多い。
日本にもかつて輸入されたことがあり、北海道でヒグマによる被害が深刻化した際に取り寄せられ、熊退治を行った。本州でも、ツキノワグマを射殺せずに山へ追い返すための「ベアドッグ」として、特定非営利活動法人ピッキオ（長野県軽井沢町）が繁殖・普及を目指している。

## 特徴

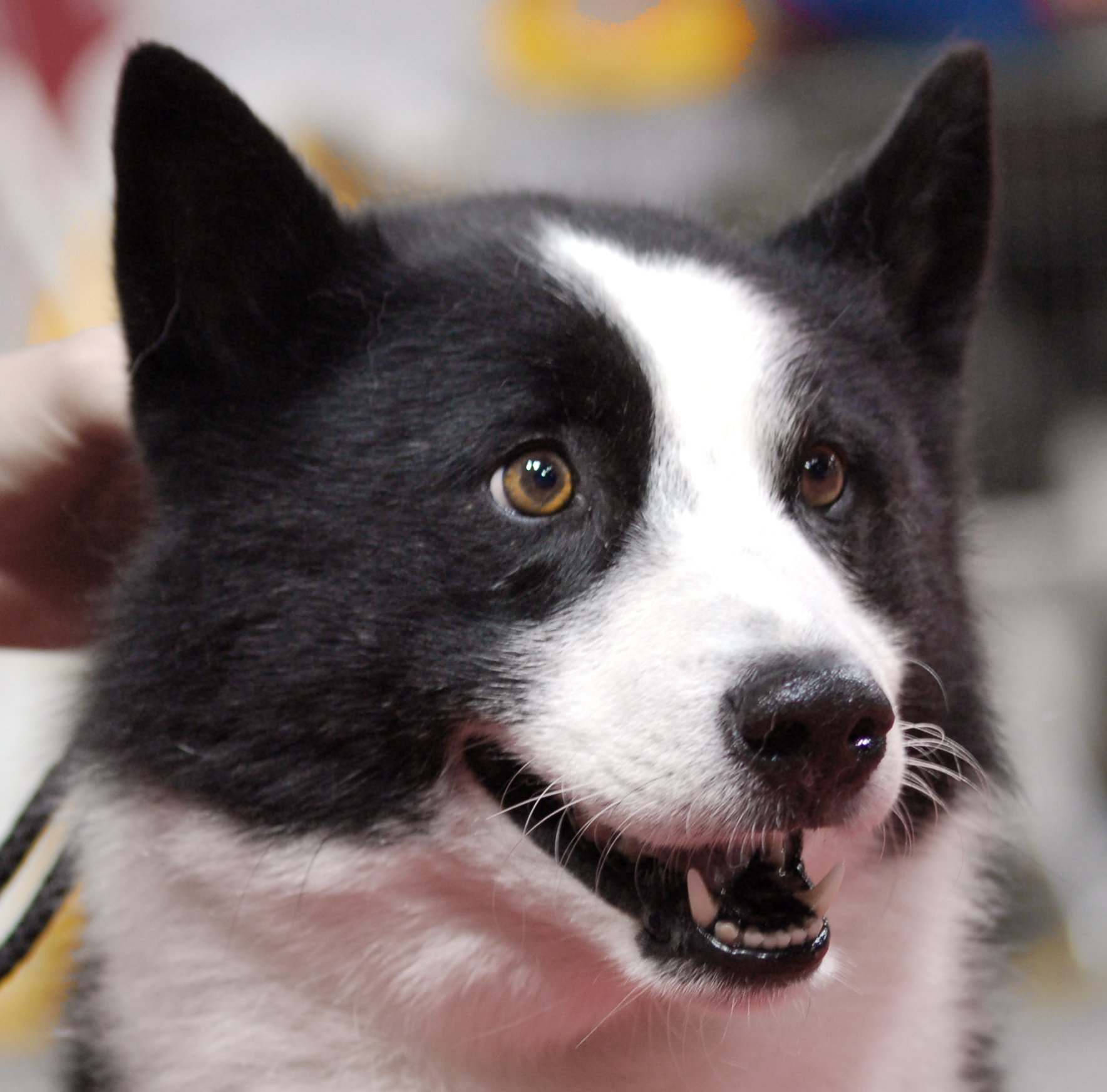
理想的なカレリアン・ベア・ドッグは利発で聡明な目を持つ。

日本犬によく似た、スピッツタイプの犬種である。本種の一番の特徴はブラック・アンド・ホワイトの毛色で、ブラックをメインカラーとしてマズル、ブレーズ、首、胸、腹部、前脚、後ろ足首、尾先が白い。黒と白の割合やマーキングの位置などは若干の個体差があるが、他の毛色は認められていない。コートは厚いショートコートで、防寒性や防水性が高い。口角が少し上がっているため、笑っているかのような表情を見せる。筋肉質の引き締まった体つきで、脚にもしっかりした筋肉がついている。噛む力は100kg。耳は立ち耳、尾は巻き尾。体高は雄57〜60cm、雌52〜55cmで体重は雄25〜28kg、雌17〜20kgの大型犬。性格は主人に忠実で家族に対しても愛情深いが、もとの仕事柄から勇敢で自信があり、プライドも高い。見知らぬ人や犬に対しては警戒心が非常に強く、時に攻撃的な態度も見せることがある。家族に対しては人懐こいが、自分がリーダーと認めたものにのみ服従する。力強い猟犬種であるため、飼育の際にはしっかりとした訓練をしておくことが必要である。
又、これも仕事柄によるものだが、吠えることが多いので、都心部での飼育はかなり難しい。主に吠えるのは主人に物事や自分の気持ちを伝える時と、来客があった時である。来客があった時の吠えは躾によって止めさせることができるが、主人に物事や自分の気持ちを伝えたい時の吠えは人間が他者に話して伝えることと同様のものであり、とめることはできない。もしそのタイプの吠えをやめさせると口封じをされたような状況になり、言いたいことが言えなくなってしまい、ストレスがたまって体調を崩したり、最悪の場合は破壊行動に繋がってしまう事もある。躾は主人からしか受け付けないが、状況判断力は優れていて、家族に危機が迫ったと感じれば、命をかけて勇敢に立ち向かう。怖いもの知らずで熊に対してもひるむことは無く、このことからフィンランドではガードドッグとして使われることもある。運動量は多く、毎日長めの散歩などが必要である。かかりやすい病気は関節系の疾患や皮膚疾患などがある。